# Bdeogale jacksoni
La mangosta de Jackson (Bdeogale jacksoni) es una especie de mamífero carnívoro de la familia Herpestidae. Se encuentra estrechamente relacionada con la mangosta patinegra (Bdeogale nigripes), en ocasiones se les considera una misma especie.

## Taxonomía
La mangosta de Jackson es considerada una especie del género Bdeogale. Está estrechamente emparentada con la mangosta patinegra (Bdeogale nigripes), de la cual se distingue por diferencias en el cráneo y piel; y como una forma aislada genéticamente. Ambas se agrupan en ocasiones dentro de la especie Bdeogale nigripes o en el subgénero Galeriscus, o son separadas de Bdeogale como el género distinto Galeriscus. No se han descrito subespecies de esta especie.

## Características
La mangosta de Jackson es un herpéstido grande de cola tupida. Su cabeza y cuerpo mide de 50,8 a 57,1 cm, la longitud de la cola es de 28,3 a 32,4 cm, su retropie mide 8,6 a 10.8 cm, sus orejas miden de 2,3 a 3,5 cm y su peso corporal es de dos a tres kg. Se diferencia de la mangosta de patas negras por su pelaje más largo, especialmente en la cola, y su tiente amarillento sobre la nuca y la garganta.
El pelaje dorsal es largo y denso, de color negro parduzco; tiene 20 mm de largo con anillos blanco y negro. El hocico y la barbilla son blanco-marrón, y las mejillas, garganta y las zonas laterales del cuello son amarillentas . Las patas son marrón obscuro o negras y la cola es blanca. La región ventral es ligeramente gris y la capa interna de pelo es densa y lanuda. Los miembros anteriores y posteriores tienen solo cuatro dígitos. El hallux y pollex están ausentes como en los otros miembros del género Bdeogale. Las plantas de los pies son desnudas y las garras son gruesas y fuertes.
La dentadura de la mangosta de Jackson es la típica de las mangostas. Tiene tres incisivos, un diente, cuatro premolares y dos molares sobre cada cuadrante dental. El número total de dientes es de cuarenta.

## Distribución y hábitat
El rango de distribución de la especie es muy limitado. Habita al centro y sur de Kenia, sudeste de Uganda y las montañas Udzungwa 900 km hacia el Sur en Tanzania Central, donde fue observado en 2001.
El hábitat de la mangosta de Jackson son las bosques montanos, áreas de bambú y montes de baja altitud de las montañas circunvecinas. Su densidad de población es baja. Es probable que case con frecuencia en la hierba baja que crece en los alrededores de los pantanos.

## Dieta
La mangosta de Jackson es un carnívoro, insectívoro y mimercófagos (se alimentan de termitas y hormigas). En las montañas Aberdare la dieta está conformada por un 50% de roedores incluyendo Otomys, Dasymys y Praomys, un 40% de insectos, principalmente hormigas del género Anomma; también se ha encontrado gorgojos, otros escarabajos y orugas, milpiés, caracoles, lagartijas y huevos de serpientes. Cerca del 80% de los jóvenes se alimentan de roedores de los géneros Otomys y Praomys.
Esta mangosta es principalmente nocturno y crepusculares. En las montañas Udzungwa el 73% de 25 fotos tomadas con cámaras trampa se tomaron entre las 7 p. m. y la medianoche. Posiblemente en solitario pero a menudo se le observa en parejas y ocasionalmente en grupos de cuatro individuos.

## Población y conservación
La mangosta de Jackson está compuesta de poblaciones aisladas y parece ser rara. No existe datos confiables sobre su población. En la Lista Roja de la UICN en 2008 clasificó la especie como casi amenazada. Esto fue justificado por la disminución de la población de 20 a 25% durante los últimos 15 años debido a la pérdida de su hábitat. Dada su dependencia de su hábitat, la amenaza principal probablemente sea la pérdida de su hábitat.
Parte de la población de la mangosta de Jackson se encuentra protegida en el Parque nacional de Aberdare, Parque nacional del Monte Kenia y probablemente en el Parque nacional del Monte Elgon y el Parque nacional de los Montes Udzungwa.